# Фізико-хімічний аналіз
Фі́зико-хімі́чний ана́ліз — метод дослідження перетворень речовини, заснований на вивченні залежності між величинами, що характеризують фізичні властивості рівноважної системи, та її хімічним складом.
Наслідки досліджень зображають на графіку «властивість — склад». Якщо обмежитись однією властивістю ε (наприклад, питома вага, електропровідність, в'язкість тощо) і з факторів рівноваги урахувати тільки склад χ, температуру t та тиск p, то для системи з к компонентів (незалежні складові) шукана залежність може бути подана у вигляді емпіричного рівняння:
f(χ1 χ2, …, χk-1, t, p, ε) = 0
Для двокомпонентної системи ця залежність матиме вигляд (якщо p і t незмінні)
f(χ, ε) = 0
Відкладаючи на осі абсцис склад двокомпонентної системи у вагових або атомних відсотках, а на осі ординат емпіричні числові значення властивості є, дістанемо графічне зображення зміни функції є (властивості) при зміні її аргументу (складу). Для трикомпонентної системи залежність властивості від складу (p, t = const) матиме такий вигляд: f(χ1, χ2, ε) = 0 і зображатиметься в просторі трьох вимірів. Фізико-хімічний аналіз вперше запропонував М. В. Ломоносов, широко застосовував його Д. І. Менделєєв, а М. С. Курнаков розробив як самостійну дисципліну. 
Тепер у фізико-хімічний аналізі використовується близько 30 фізичних властивостей, серед них: теплові властивості (плавкість, теплоємність тощо), електричні (електричний опір, електрорушійна сила тощо), оптичні (показник заломлення, обертання площини поляризації тощо) тощо
Фізико-хімічний аналіз є найзагальнішим методом дослідження речовин і тому широко застосовується в усіх галузях хімії та прикладних науках (мінеральній й органічній технологіях, металургії, мінералогії та ін.).